# إيمون مارتن
إيمون مارتن (بالإنجليزية: Eamonn Martin)‏ هو عداء مراثوني بريطاني، ولد في 9 أكتوبر 1958 في Basildon ‏ في المملكة المتحدة.

## وصلات خارجية
- إيمون مارتن على موقع الاتحاد الدولي لألعاب القوى (الإنجليزية)
- إيمون مارتن على موقع اللجنة الأولمبية الدولية (الإنجليزية)
- إيمون مارتن على موقع أوليمبيديا (الإنجليزية)
- إيمون مارتن على موقع اللجنة الأولمبية البريطانية (الإنجليزية)
- إيمون مارتن على موقع اتحاد ألعاب الكومنولث (مؤرشف) (الإنجليزية)